# Can’t Buy Me Love (dal)
A Can’t Buy Me Love a The Beatles együttes 1964-es, azonos címet viselő album dala. Szerzője Paul McCartney, azonban Lennon–McCartney szerzőség alatt jelent meg. A dal az album mellett kislemezen is megjelent Angliában és az Egyesült Államokban (mindkettő B-oldalán a You Can't Do That volt megtalálható), amely mindkét térségben a slágerlisták élén volt (Angliában három, Amerikában öt hétig).  A dal elhangzik az Egy nehéz nap éjszakája című film legikonikusabb jelenetében is.
Keletkezése 1964 januárjáig vezethető vissza, mikor is Paul McCartney és John Lennon a párizsi turnéjuk alatt szabadidejükben a következő album dalait írták meg zongorán a  George V Hotelben. A dal üzenetéről McCartney később így nyilatkozott: "Az adta az ötletet, hogy az anyagi javak birtoklása jó dolog, de pénzért nem kaphatom meg, amire igazán szükségem van."
A dalt néhány nappal később január 29-én kezdték el rögzíteni a párizsi Pathe Marconi stúdióba. Ekkoriban rögztették a She Loves You és az I Want to Hold Your Hand című sláger német verzióját, majd a négy felvétel alatt kezdték meg új szerzeményüket rögzíteni. A dal eredetileg bluesos előadásmódban vették fel, mely az első versszakkal kezdődött és McCartney énekét a refrénben Lennon és George Harrison vokálja kísérte. A párizsi felvételek befejezte után az anyagot elvitték a londoni Abbey Road stúdióba, de csak az amerikai turné után foglalkoztak a dallal. George Martin javaslatára változtatták meg a dal kezdését, hogy a refrénnel induljon. Valamint a hangzása is megváltozott pattogósra, slágeres popdalként. 
A dal márciusban az amerikai és angol piacon is vezette az előjegyzési listát, ami miatt 940.225 példány kelt el a debütálása napján. Ezzel áprilisban pedig az amerikai Billboard 100-as listán tizennégy dallal szerepelt, amellyel Elvis Presley 1956-os rekordját adták át a múltnak (ő 9 számmal volt egyszerre listahelyezett). A dalt később számos előadó feldolgozta (mint Ella Fitzgerald 1966-ban).

## Közreműködött
Ian MacDonald szerint:
- Paul McCartney – duplázott ének, basszusgitár
- John Lennon – akusztikus ritmusgitár
- George Harrison – duplázott szólógitár
- Ringo Starr – dob